# Свята Сполучених Штатів Америки
Свята США — офіційно встановлені в США святкові, пам'ятні дні.

## Федеральні свята
Упродовж року американці відзначають 11 федеральних свят, які є вихідними днями для федеральних службовців. Як правило, вони також є вихідними у кожному штаті, хоч і можуть мати локальні назви. При цьому приватний сектор економіки не зобов'язаний їх дотримуватися. Дванадцяте свято - День інавгурації - відзначається раз на чотири роки. Якщо федеральне свято випадає на суботу - п'ятниця напередодні оголошується неробочим для службовців, якщо на неділю - наступний понеділок.
Новий Рік — 1 січня. (Відмінність святкування цього дня від українських традицій: замість ялинки — «різдвяне дерево», тобто будь-яке інше дерево).
День Мартіна Лютера Кінга — третій понеділок січня.
День президентів — відзначається кожного третього понеділка лютого і присвячений пам'яті двох великих президентів США — Джорджа Вашингтона (народився 22 лютого 1732 р.) і Авраама Лінкольна (народився 12 лютого 1809 р.). Не є вихідним у деяких штатах.
День пам'яті — останній понеділок травня. (День пам'яті всіх загиблих у війнах).
Національне свято Дев'ятнадцятого червня встановлено як федеральне у червні 2021 року на день, коли у 1865 році рабство остаточно було скасоване у Техасі, останній частині Сполучених Штатів, де воно ще зберігалося. Також відомий як День свободи, День емансипації, "Чорний День незалежності". Не є вихідним у деяких штатах.
День незалежності — 4 липня.
Цього дня в 1776 році у Філадельфії Другий континентальний конгрес проголосив незалежність від Англії об'єднаних американських колоній, які отримали назву Сполучені Штати Америки. Конгрес ухвалив Декларацію незалежності, якою були проголошені рівність людей, їхні права на «життя, свободу і прагнення до щастя». Автором цієї декларації був Томас Джеферсон, послідовник англійських філософів і французьких просвітників. Втіленням ідеалів Декларації і своєрідним символом США стала статуя Свободи, встановлена в 1886 році на скелястому острові біля входу до Нью-Йоркської бухти, в її лівій руці текст Декларації, а в правій — смолоскип, який освітлює іммігрантам їх нелегкий шлях на континент.
День незалежності — одне з найпопулярніших і найулюбленіших свят у країні. Цього дня проводяться паради, влаштовуються феєрверки, американці вивішують на будинках державні прапори США.
День праці — перший понеділок вересня.
День Колумба — другий понеділок жовтня. Федеральне свято з 1971 року, у частині штатів - робочий день.
3 вересня 1492 року з Іспанії вирушила експедиція під керівництвом Христофора Колумба. Він був упевнений, що рухаючись на захід через Атлантичний океан зможе дістатися Азії. 12 жовтня моряки побачили землю. Колумб зійшов на берег невеликого острова і затвердив його власністю Королеви Ізабелли Іспанської, яка фінансувала його експедицію. Він назвав острів Сан-Сальвадор, що означає Святий Спаситель. Колумб вважав, що острів був одним з островів Індії. Насправді Колумб приплив до Карибського моря, до групи островів, які в наш час відомі як Багамські острови. Великий континент, який нині називається Північною Америкою, був всього за 50 миль на північний захід. Замість відкриття морського шляху в Азію, Колумб відкрив Новий Світ.
День ветеранів — другий четвер листопада.
День подяки — четвертий четвер листопада. (Найдавніше з федеральних свят).
Різдво — 25 грудня.

## Інші свята
Окрім зазначених днів, американці відзначають: День Святого Валентина — 14 лютого, День Матері — друга неділя травня, День Батька — третя неділя червня, День вигнання злих духів Хеллоуїн — 31 жовтня.
Американці ірландського походження відзначають День Святого Патріка; єврейського походження — Рош Хашанах — у вересні, Іом Кіпур — у жовтні, Ханука — в грудні. У ці дні багато фірм і підприємств також мають неробочі або короткі робочі дні.
Крім того, кожен з 50-ти штатів має власні свята.
Свята США
Як і багато інших народів, американці відзначають як національне свято Великдень, Різдво та Новий рік.
Великдень який кожну весну припадає на різні неділі, відображає християнську віру у Воскресіння Ісуса Христа. Для християн Пасха — день молитви і сімейних зборів. Серед багатьох американців збереглася традиція фарбувати великодні яйця і давати дітям у подарунок цукерки. Наступного дня, в Пасхальний понеділок, президент Сполучених Штатів разом з дітьми бере участь у щорічному «катанні великодніх яєць» на галявині Білого дому.
Різдво (Christmas) святкується 25 грудня, найголовніше свято в США. Проте традиція Різдва, як всенародного свята, з'явилася в Сполучених Штатах тільки наприкінці XIX століття. Більше того, до XVIII століття святкування Різдва в Новому Світі було заборонено.
В Америці урочистості вже почалися — всі організації з середини грудня відзначають Різдво в колективах. В такий день всі виглядають святково: чоловіки — неодмінно в білих сорочках та краватках з різдвяною символікою, жінки вдягають ділові, але ошатні костюми, прикрашені біжутерією, що символізує зиму. У деяких колективах прийнято зустрічати Різдво у смокінгах та бальних сукнях. Зазвичай накриваються святкові столи з легкими закусками і невеликою кількістю спиртного або під час обіду, або в кінці робочого дня. Усі один одного вітають і дарують невеликі сувеніри.
Американці люблять Різдво і всі традиційні приготування, пов'язані з ним. У США люблять прикрашати будинки і зовні, виставляючи перед дверима світяться в ночі фігури, що зображують зимові сценки за участю сніговика, оленів або біблійних героїв. Увечері і великі, і маленькі вулиці освітлюються вогнями електричних гірлянд, розвішаних на кущах та деревах. На Різдво в Америці ніхто не працює, рідко можна знайти навіть відкриту АЗС. До цього дня готуються заздалегідь і запасаються всім необхідним.
Америка — країна емігрантів, і кожна етична особа дотримується своїх національних традицій як в різдвяних ритуалах, так і в приготуванні святкових страв. Напередодні Різдва ввечері кожна сім'я, як правило, збирається в батьківському домі. Перед тим як сісти за стіл читається молитва, що прославляє Бога, після чого обов'язково з'їдається священний хліб. Потім п'ють червоне вино, їдять традиційні різдвяні страви: суп з капусти з додаванням бобів, домашні ковбаси, з додаванням часнику, і обов'язково рибу, картопляний пиріг з сиром. На столі неодмінно повинен бути присутній зелений горох і чорнослив. Американці, що мають шотландське коріння, обов'язковою різдвяною стравою вважають фаршировану індичку.
Після святкової вечері наступає найприємніша частина торжества, коли всі розгортають і розглядають приготовані подарунки, заздалегідь складені під ялинкою.
На Різдво діти, одягнені в костюми ангелів, обходять будинки, співають традиційні святкові пісні, що славлять Бога і народження його сина Ісуса Христа. Дітей пригощають солодощами, не запрошуючи їх до себе в будинок, а роздаючи частування прямо на вулиці. Американці дуже люблять подорожувати і заздалегідь планують свій відпочинок, різдвяні канікули тому не виключення. Представники різних християнських конфесій, що перебралися в Новий Світ, по різному сприймали свято Різдва. Багато протестантів — пуритани, баптисти, квакери і пресвітеріанці виступали проти того, щоб відзначати його, як релігійне свято. Католики, лютерани, представники англіканської церкви цю традицію схвалювали. Однак у колоніальному Новому Світі головним святом року вважався День Подяки (Thanksgiving), а не Різдво. У 1659 році американські пуритани, що складали найбільш впливову частину американських колоністів, прийняли постанову, засуджувати святкування Різдва, порушення цього закону каралося як кримінальний злочин. Заборонялося відпрошуватися з роботи, влаштовувати гостини та співати. Порушники сплачували штраф у 5 шилінгів. Навіть у 1851 році пастор однієї з церков у Клівленді виявився під загрозою позбавлення приходу і сану, оскільки дозволив поставити в церкві вбрану ялинку. До 1870 школи в Бостоні залишалися відкритими в Різдво, а учні, які пропускали уроки цього дня, дуже часто виключалися зі шкіл.
Самим ярим противником святкування Різдва був видатний представник церкви конгрегаціоналістів — пастор Коттон Матер (Cotton Mather), який вважав, що свято Різдва вводить людину в гріх і тому вважав це аморальним. Пізніші дослідження показали, що пастор у чомусь має рацію: більшість позашлюбних дітей у XVIII столітті вагітніли саме в період різдвяних свят.
Різдво почали святкувати в США тільки в XIX столітті. У 1831 році штат Арканзас, а в 1837 році штат Луїзіана визнали Різдво офіційним святом. Незважаючи на це, до кінця XIX століття 25 грудня не вважався важливим святом. Однак поступово позиції церков пом'якшилися. Спершу вони ввели різдвяні релігійні відправи в недільних школах. Цікаво, що на погляди американців щодо Різдва вплинув літературний твір. У 1843 році Чарльз Діккенс (Charles Dickens) написав «Різдвяні повісті» (Christmas Carol), де розповідалося про жадібну і егоїстичну людину, яку на Різдво відвідали духи Минулого, Сьогодення й Майбутнього, що цілком змінило його і його життя. Після публікації твору Діккенса, різдво для американців перетворилося на сімейне свято.
Франклін Пірс (Franklin Pierce (1853—1857) став першим президентом США, який встановив Різдвяну ялинку в Білому домі. У 1885 році був прийнятий закон, за яким день Різдва визнавався неробочим днем для всіх державних службовців (у 1895 році Різдво було визнано загально-національним святом, і право відпочинку отримали всі працюючі американці). У 1891 році на галявині перед Білим Домом вперше встановили Національну Різдвяну Ялинку. Це по цей день є однією з найголовніших різдвяних традицій США.
Новий рік відзначається 1 січня. Святкування починається напередодні ввечері, коли американці збираються разом, щоб побажати один одному щастя і процвітання в наступному році.
Власне американські свята
Крім того, американці відзначають вісім свят, які є специфічними для Америки (хоча в деяких країнах вони мають аналоги).
Для більшості американців особливе значення з точки зору історії нації мають два свята: День подяки і 4 липня.
День подяки
В останній четвер листопада у США відзначають День Подяки (Thanksgiving Day). Це одне з найпопулярніших свят у країні.
День Подяки вперше було відзначено в 1621 році англійськими колоністами, що жили в Плімутській Колонії. Попередня зима була дуже важкою і голодною, нова зима також обіцяла колоністам мало хорошого. Тоді губернатор Вільям Бредфорд вирішив підняти дух своїх підлеглих (більшість з них складали члени протестантської секти пуритан) і організував перший День Подяки. Свято спільно відзначили британські колоністи і їх сусіди-індіанці, завдяки допомозі яких Плімутська Колонія вижила в першу голодну зиму.
Пуритани принесли в це свято глибокий релігійний сенс — вони бачили в ньому спосіб подякувати Всевишнього за милості і відзначити кінець збору врожаю (подібні свята відомі практично у всіх релігіях світу).
День Подяки став національним святом після відповідного указу першого президента країни Джорджа Вашингтона (1789).
З Днем Подяки пов'язані традиції, які американці зберігають і дотримуються. Усі члени сім'ї обов'язково повинні сходити до церкви, а після служби зібратися за святковим столом. Напередодні Дня Подяки розквітає доброчинність: американці намагаються нагодувати і якось порадувати своїх ближніх, яким не пощастило в житті. Навіть на станціях метро встановлюються особливі столи, на які всі охочі можуть класти свої пожертвування, у тому числі продукти. У газетах публікують оголошення приблизно такого змісту: «Якщо Ви пожертвуєте $ 1.90 — Ви зможете подарувати гарячий обід бездомному або бідному співвітчизнику. Пожертвувавши $ 19 Ви допоможете нагодувати 19 чоловік і т. д.». Напередодні свята благодійні організації роздають нужденним зібрані подарунки, а для бездомних організовують обіди.
Другий за важливістю атрибут Дня Подяки — індичка. На першому святі колоністи і індіанці засмажили і спільно з'їли чотирьох індичок, підстрелених в найближчому лісі. З тих пір індичка і День Подяки стали синонімами, птахівники відгодовують індичок спеціально до цього свята.
Президенту США на особливій церемонії демонструють двох найбільш гідних представників сімейства індюшачий: одна індичка прикрашає святковий стіл в Білому домі, а друга урочисто милується Президентом і відправляється доживати свій вік на особливу ферму, де їй більше не загрожує небезпека бути з'їденої. Індичка мало не стала загальнонаціональним символом США — це питання обговорювалося батьками-засновниками країни. Проте мирна індичка програла змагання хижому білоголовому орлу. Третій атрибут свята: паради і веселощі. У ХХ столітті День Подяки отримав нову традицію — цього дня грають в американський футбол.
День незалежності вважається днем народження Сполучених Штатів як вільної і незалежної країни. Більшість американців називають це свято просто за його датою — «Четверте липня».
Свято нагадує про те, що 4 липня 1776 було підписано Декларацію незалежності. У той час жителі 13 британських колоній, які розташовувалися уздовж східного узбережжя сьогоднішньої території Сполучених Штатів, вели війну з англійським королем і парламентом, оскільки вважали, що ті поводяться з ними несправедливо. Із початком війни у 1775 році у ході івійськових дій колоністи зрозуміли, що б'ються не просто за краще поводження, а за свободу від англійського панування. Це було чітко сформульовано в Декларації незалежності, яку підписали керівники колоній. Вперше в офіційному документі колонії іменувалися Сполученими Штатами Америки. На додаток до феєрверк-шоу — патріотичні червоні, білі та блакитні вогні одного з найвищих будівель в Маямі.
День Незалежності — це національне свято, що супроводжується патріотичними уявленнями. Подібно іншим літнім урочистостям, День Незалежності найчастіше святкується на відкритому повітрі. День Незалежності є федеральним святом, тому всі не дуже важливі федеральні інститути (такі як Поштова служба США і Федеральний суд США) не працюють цього дня. Багато політиків піднімають свій рейтинг цього дня, виступаючи на публічних заходах, вихваляючи спадщина, закони, історію, суспільство і людей своєї країни.
Сім'ї часто святкують День Незалежності, влаштовуючи пікніки або барбекю з друзями, якщо це один вихідний, або, в деякі роки, коли 4 липня випадає на суботу або неділю, а тому переноситься на найближчий понеділок, збираються на довгий вікенд зі своєю ріднею. Прикраси (наприклад, стрічки і кулі), як правило, червоні, білі і блакитні — кольори американського прапора. Паради найчастіше проводяться зранку, в той час як феєрверки влаштовуються ввечері в парках, на ярмаркових чи міських площах.
Нью-Йоркське феєрверк-шоу, показане над дахами East Village і фінансувалося мережею універмагів Macy's — найбільше феєрверк-шоу [20] в країні.
Феєрверки часто супроводжуються патріотичними піснями, наприклад національним гімном «Знамя, усипане зірками», «Боже, бережи Америку», «Америка прекрасна», «Америка», «Ця земля — твоя земля», «Зірки і смуги навічно». Деякі пісні співають лише на певних територіях, наприклад, «Янкі-Дудль» в північно-східних штатах або «Діксі» у південних штатах. Іноді згадують пісні про Війну за незалежність або Англо-американської війни 1812 року [21].
Святкові феєрверки проходять у багатьох штатах у вигляді публічних шоу. Також, багато американців самостійно влаштовують шоу з феєрверками на свої гроші. З міркувань безпеки деякі штати заборонили самостійно влаштовувати феєрверки або обмежили перелік дозволених розмірів і видів [22].
Салют з першої гармати в кожному штаті називається «салютом єдності» — постріл виробляється 4 липня опівдні на будь-якій військовій базі, де є артилерія в робочому стані [23].
У 2009 році в Нью-Йорку пройшло найбільше феєрверк-шоу в країні, під час якого було витрачено 22 тонни піротехніки [20]. Інші відомі великі феєрверки були проведені в Чикаго на озері Мічиган; в Сан-Дієго біля затоки Mission; в Бостоні на річці Чарльз; в Сент-Луїсі на річці Міссісіпі; в Сан-Франциско біля затоки Сан-Франциско; та на Національній алеї у Вашингтоні [24].
Столове прикраса для вечірки четвертого липня
Під час щорічного Міжнародного фестивалю свободи в Детройті організовується одне з найбільших феєрверк-шоу в світі, яке проходить на березі річки Детройт під час святкування Дня Незалежності разом з містом Уінсор (Онтаріо), святкують День Канади.
Незважаючи на те, що офіційна церемонія завжди проводиться 4 липня, ступінь святкування може варіюватися в залежності від того, на який день тижня випало четверте липня. Якщо свято випав на середину тижня, то деякі феєрверки та урочистості можуть бути перенесені на вихідні для зручності.
У перший тиждень липня американці починають активно подорожувати по країні, так як багато людей використовують свято для того, щоб поїхати кудись у відпустку.
Хеллоуїн: американська традиція зі слов'янським присмаком
31 жовтня в США відзначають Хеллоуін (Halloween). Це одна з найстаріших і широко розповсюджених світових свят. Його відзначають в США, Канаді, Великій Британії, Ірландії, Іспанії та Латинській Америці. Сучасний Хеллоуїн з'явився в результаті дивного змішання традицій, культур і обрядів.
Спочатку Хеллоуїн відзначали стародавні кельти (народ, приблизно 2 тис. Років тому населяв сучасні Ірландію, Англію і, частково, Францію). Напередодні їх новорічного свята (новий рік у кельтів починався 1 листопада), влаштовувався фестиваль «Соуіна» Samhain. Соуіна символізував закінчення літа, сільськогосподарських робіт і початок холодної зими, яка практично у всіх народів світу асоціювалася зі смертю. 31 жовтня, коли відзначався
Соуіна, вважалося, що мертві повертаються на землю, щоб оцінити справи своїх живих нащадків. Цього дня кельтські жерці — друїди передбачали майбутнє. Стародавні кельти дотримувалися сучасного принципу — як Новий Рік зустрінеш, так його і проведеш. Тому веселилися щосили. Вони одягалися в маскарадні костюми — натуральні шкури і штучні маски звірів --щоб обдурити злих духів, які могли наслати на них нещастя. Крім того, на порогах будинків виставляли їжу, щоб подобатися своєму духу.
На окупованій території протягом наступних двох століть змішалися традиції Соуіна і двох латинських свят Фералія*Feralia* (припадав на кінець жовтня. Цього дня римляни поминали покійних) і дня Помони (Pomona) (богиня деревних плодів, Лаціумі, зображується з плодами — зазвичай з яблуками — і з садовим ножем).
Після поширення християнства язичницькі свята були заборонені. Папа Боніфацій Четвертий оголосив 1 листопада Днем Всіх Святих — цього дня було прийнято поминати всіх святих і мучеників. Це була звичайна практика: християни часто воліли не забороняти стародавні обряди, а надавати їм іншого звучання. Нове свято отримало назву Оллхоллуес (All-hallowees) (перекручена старо-англійська фраза — Меса усіх Святих), а ніч 31 жовтня (ніч Соуіна) отримала назву «Переддень Оллхоллуеса» — Хеллоуїн. Тоді вважалося, що в ніч Хеллоуїна темні сили на час отримують владу над землею і їх треба відлякувати, щоб вони не накоїли лиха. Крім того, бідним цього дня було прийнято дарувати їжу.
Америка збагатила Хеллоуїн традицією «Трік-о-трет» trick-or-treat — можна приблизно перекласти як «обмани або почастуй». Бідні не чекають милостей від природи: діти, вбрані у карнавальні костюми, стукають у двері будинків і вимагають частування — солодощів (подібний звичай існує і у слов'янських народів — колядки). Якщо господарі виявляються жадібними, то діти можуть помститися. Раніше вони закидали негостинний дім яйцями, а з розвитком цивілізації роль яєць часто стала виконувати туалетний папір — рулон кидають таким чином, щоб він розмотався.
Ще одна традиція Хеллоуїна — порожній гарбуз, з вирізаними очима і ротом, всередину якої ставиться запалена свічка. Гарбуз прийшов з ірландського міфу про скупія Джека, який двічі обманув чорта і при цьому змусив нечистого побитися об заклад, що той ніколи не завдасть йому шкоди. Коли Джек помер, Бог відмовився взяти на небо душу скупої людини. Він послав душу Джека назад на землю і дав йому вогненні вугілля замість очей, щоб Джек відганяв диявола. Стародавні ірландці і шотландці стали вирізати з яблук, а пізніше з картоплі, страшні пики скупого Джека. У США для цих цілей почали використовувати гарбуз.
Факт на тему. Хеллоуін породив цілий напрямок кулінарії. Приміром, у цьому дні в США печуть «страшні» торти і пироги. Втім, звичайний кавовий або шоколадний торти можна перетворити на справжній хеллоуїнські. Для цього достатньо встромити кілька печива і капнути на них малиновим або вишневим варенням (вони будуть зображувати закривавлені надгробні пам'ятники). Зі звичайного крему або збитих вершків легко зробити трояндочки, які будуть зображувати привидів (страшні чорні очі привида замінять шматочки шоколаду). Яблучка з вирізаними страшними пиками можуть виконати роль традиційних гарбузів і т. д. У США в останні роки особливою популярністю користується «кривавий поп-корн». У звичайний поп-корн (повітряна кукурудза) додається трохи томатного соку, після чого поп-корн дві хвилини сушиться в духовці.
День Мартіна Лютера Кінга
Мартін Лютер Кінг-молодший, американський священнослужитель африканського походження, вважається одним з великих американців, тому що невпинно вів боротьбу за громадянські права всіх людей ненасильницькими способами.
З 1968 р., коли він був убитий, в день його народження, 15 січня, щорічно проводяться меморіальні молитви. У 1986 р. свято було перенесене на третій понеділок січня і було оголошено національним святом.